# 靳德進
靳德进（1253年—1311年），字仲和，元朝官员，靳祥的儿子，其先祖为潞州（今山西省长治市）人，后迁居大名（今河北省大名县西南）。
靳德进为人材辨，读书通大义。精于星历之学。忽必烈时，受到刘秉忠推荐，选授天文、星历、卜筮三科管勾，当时他多次通过天象向皇帝规谏，多所裨益。官至秘书监，掌司天事。跟随忽必烈征伐乃颜。又跟随皇孙铁穆耳抚军北边。铁穆耳即位为元成宗，授靳德进为昭文馆大学士，知太史院，领司天台事。元武宗时，任中书右丞，议通政院事。元仁宗时，领太史院事。因病在官任上去世。赠魏国公，谥文穆。